# Oscar V. Cruz
Oscar V. Cruz (* 17. November 1934 in Balanga City; † 26. August 2020 in San Juan City) war ein philippinischer Geistlicher und Erzbischof von Lingayen-Dagupan. Cruz war von 1993 bis 2000 Präsident der Federation of Asian Bishops’ Conferences (FABC) und 1995 bis 1999 Präsident der Katholischen Bischofskonferenz der Philippinen (CBCP).

## Leben
Oscar Cruz empfing am 10. Februar 1962 die Priesterweihe. Er studierte Philosophie und Theologie an der Päpstlichen und Königlichen Universität des heiligen Thomas von Aquin in Manila und Kirchenrecht an der römischen Päpstlichen Lateranuniversität. Er war Rektor des Diözesanseminars in Manila (1973–1978) sowie Justizvikar und Leiter der Rechtsabteilung der philippinischen Bischofskonferenz.
Papst Paul VI. ernannte ihn am 4. März 1976 zum Weihbischof in Manila und Titularbischof von Martirano. Die Bischofsweihe spendete ihm der Apostolische Nuntius auf den Philippinen, Bruno Torpigliani, am 22. Mai desselben Jahres; Mitkonsekratoren waren Jaime Lachica Kardinal Sin, Erzbischof von Manila, und Artemio G. Casas, Erzbischof von Jaro.
Am 22. Mai 1978 wurde er durch Paul VI. zum Bischof von San Fernando ernannt und von diesem Amt trat er am 24. Oktober 1988 zurück. Papst Johannes Paul II. ernannte ihn am 15. Juli 1991 zum Erzbischof von Lingayen-Dagupan. Am 8. September 2009 nahm Benedikt XVI. seinen altersbedingten Rücktritt an.
Cruz hat zahlreiche Schriften und Bücher veröffentlicht, wie das Handbuch „CBCP Guidelines on Sexual Abuse and Misconduct: A Critique, and Call of the Laity“.
Er starb an den Folgen eines „Multiorganversagens aufgrund einer kritischen COVID-19-Infektion“.